# ナートゥ・ナートゥ
「ナートゥ・ナートゥ」（テルグ語: నాటు నాటు / Naatu Naatu）は、M・M・キーラヴァーニが作曲したテルグ語の楽曲。2022年のテルグ語映画『RRR』のサウンドトラックの一曲（挿入歌）として作られた。作詞はチャンドラボース、歌手はラーフル・シプリガンジとカーラ・バイラヴァが務め、2021年11月10日にラハリ・ミュージックとT-Seriesから発売された。
曲名はヒンディー語版では「Naacho Naacho」、タミル語版では「Naattu Koothu」、カンナダ語版では「Halli Naatu」、マラヤーラム語版では「Karinthol」となっている。また、曲に合わせてN・T・ラーマ・ラオ・ジュニアとラーム・チャランが踊るフックステップが人気を集めた。第80回ゴールデングローブ賞ではアジア映画・インド映画として初めて主題歌賞を受賞し、第95回アカデミー賞では歌曲賞を受賞している。

## ミュージックビデオ
ミュージックビデオは映画のワンシーンをそのまま使用しており、『RRR』の主人公ラーマ（ラーム・チャラン）とビーム（N・T・ラーマ・ラオ・ジュニア）がインド総督公邸で開催されたパーティーの中で、ビームが想いを寄せる女性ジェニー（オリヴィア・モリス）の後押しを受け、歌いながらイギリス人男性たちをダンスで圧倒するというものである。クライマックスはイギリス人男性たちがダンス対決を挑むものの、2人の動きについて行けずに脱落し、最後まで残ったラームが足を負傷したフリをして倒れ込み、ビームの勝利をジェニーが喜ぶという内容になっている。このダンスの振り付けはプレム・ラクシータが担当している。

## 製作

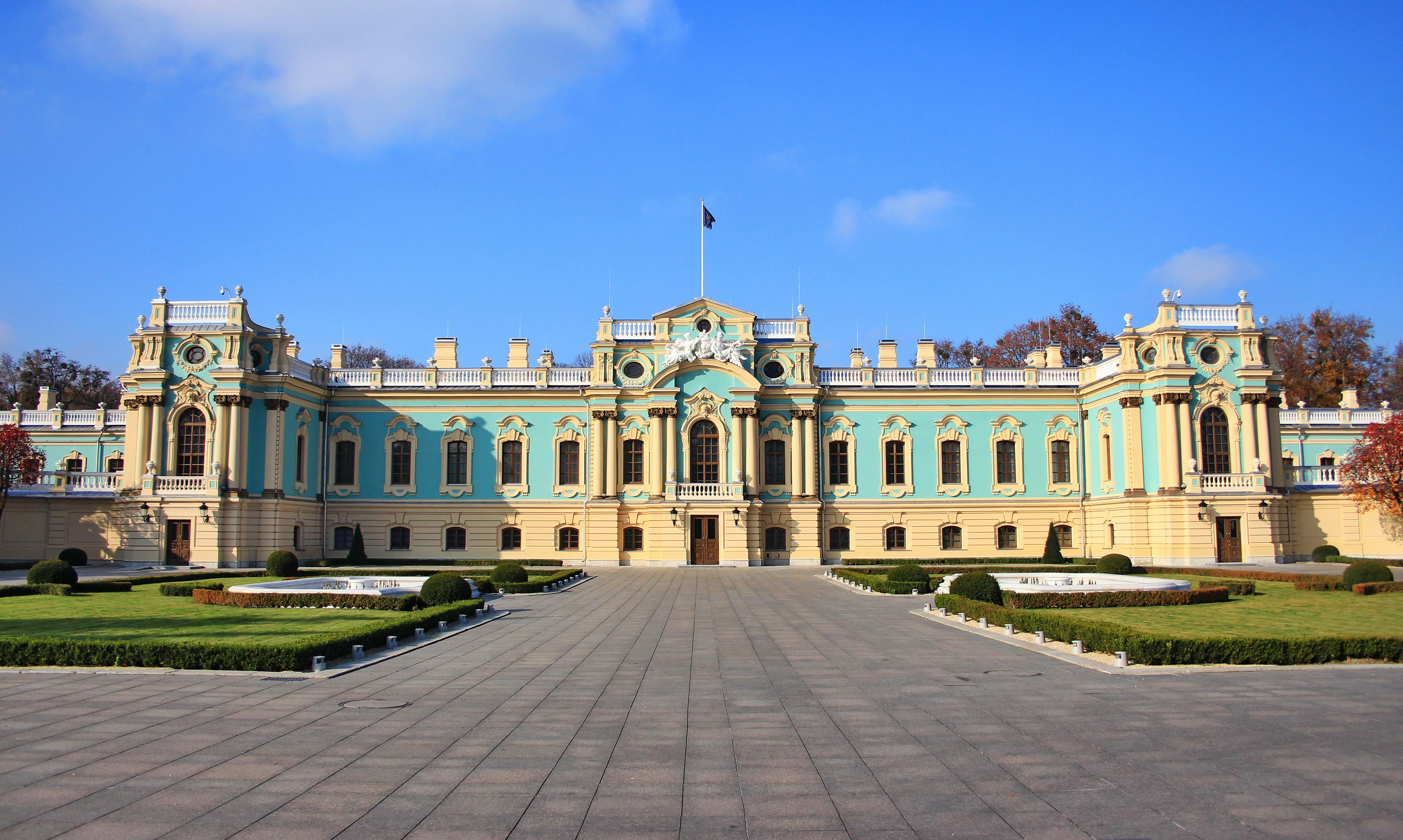
撮影地のマリア宮殿

2021年8月に『RRR』の最終スケジュールの一部としてウクライナのキーウで撮影が始まり、撮影地にはウクライナ大統領の公邸であるマリア宮殿が選ばれ、ロシアのウクライナ侵攻の数か月前の時点で撮影が終了した。撮影は15日間かけて行われ、ダンサー50人とエキストラ300～400人が参加した。
監督のS・S・ラージャマウリは「ナートゥ・ナートゥ」のシーンをインド人がイギリス人を打ち負かす戦闘シークエンスとして認識していたという。また、「このダンスを誰も踊れないような複雑なステップにはしたくなかったのです。友人、母と娘、父と息子、兄弟、姉妹、どんな二人組でも"踊ってみようかな"と思えるようなステップでなければいけないのです」と語っており、『RRR』が植民地支配の残虐性と抵抗運動という重いテーマを扱っていることから、明るく軽妙な楽曲である「ナートゥ・ナートゥ」を違和感なく物語に挿入することに苦労したという。M・M・キーラヴァーニは作曲について「数え切れませんが、10曲、15曲、あるいは20曲ほど作曲したと思います」と語っており。チャンドラボースは歌詞の90%を半日で書き上げたものの、残りの10%を書き上げるために1年7か月間の歳月を要したと語っており、ラージャマウリからは「自分自身のこと、強さ、葛藤、とにかく思い浮かんだことを歌ってください。ただし、他者を批判することは絶対に書かないでください」と指示を受けていたという。

## 評価

### ダンス
視聴者からは好意的な評価を得ており、特にラーマ・ラオ・ジュニアとラーム・チャランが披露したフックステップはSNS上で話題を集めた。2人はプロモーション活動の際は頻繁にこのダンスを披露し、ラージャマウリもディル・ラージュが主催した『RRR』の大ヒット祝賀パーティーに出席した際にダンスを披露している。また、第95回アカデミー賞授賞式ではラーフル・シプリガンジとカーラ・バイラヴァが20人以上のパフォーマーと共に歌とダンスを披露し、第21回ジー・シネ・アワード授賞式では『RRR』に出演したアーリヤー・バットが司会のアーユシュマーン・クラーナー、アパルシャクティ・クラーナーと共にダンスを披露している。

### 批評
オンマノラマは「盛り上がるビートと、それに合わせて意気揚々と踊る俳優たちの姿は、メーカーがこの大作の製作を発表した時からファンたちが待ち望んでいたものだ」と批評している。インディアン・エクスプレスのA・カメーシュワーリーは「"ナートゥ・ナートゥ"は2人の俳優がスクリーン上で共演しており、つい自分も踊りたくなるような信じられないエネルギーを生み出すので、2倍の楽しさをもたらします。この『RRR』の楽曲は、今年最高のマストラックと呼んで間違いないでしょう」と批評した。ミルチ9は「伝統的なサービス満点のナンバー」と表現して曲自体は平凡なものと指摘したが、ラーマ・ラオ・ジュニアとラーム・チャランの振り付けと意気投合している姿については「視覚的なご馳走」と絶賛している。

### 再生回数
YouTubeでの動画公開から24時間以内にテルグ語版の再生回数は1700万回を記録して歴代で最も視聴された動画となり、5言語版の合計再生回数は3500万回を超えた。また、テルグ語の楽曲として100万「いいね」を最速で獲得し、2022年2月には5言語版の合計再生回数が2億回を記録した。

### 受賞・ノミネート
| 賞                                                       | 授賞日            | 部門                                     | 対象                                          | 結果       | 出典          |
| -------------------------------------------------------- | ----------------- | ---------------------------------------- | --------------------------------------------- | ---------- | ------------- |
| 第13回ハリウッド・ミュージック・イン・メディア・アワード | 2022年 11月16日   | オンスクリーン・パフォーマンス部門歌曲賞 | 「ナートゥ・ナートゥ」                        | ノミネート | [ 38 ]        |
| 第26回ラスベガス映画批評家協会賞                         | 2022年 12月12日   | 歌曲賞                                   | 「ナートゥ・ナートゥ」                        | ノミネート | [ 39 ]        |
| 第80回ゴールデングローブ賞                               | 2023年 1月10日    | 主題歌賞                                 | 「ナートゥ・ナートゥ」                        | 受賞       | [ 40 ]        |
| 第12回ジョージア映画批評家協会賞                         | 2023年 1月13日    | 歌曲賞                                   | 「ナートゥ・ナートゥ」                        | 次点       | [ 41 ]        |
| 第28回クリティクス・チョイス・アワード                   | 2023年 1月15日    | 歌曲賞                                   | 「ナートゥ・ナートゥ」                        | 受賞       | [ 42 ]        |
| 第16回ヒューストン映画批評家協会賞                       | 2023年 2月18日    | 歌曲賞                                   | 「ナートゥ・ナートゥ」                        | 受賞       | [ 43 ]        |
| 第1回ハリウッド批評家協会クリエイティブ・アーツ賞        | 2023年 2月24日    | 歌曲賞                                   | 「ナートゥ・ナートゥ」                        | 受賞       | [ 44 ]        |
| 第27回サテライト賞                                       | 2023年 3月3日     | 主題歌賞                                 | 「ナートゥ・ナートゥ」                        | ノミネート | [ 45 ] [ 46 ] |
| 第95回アカデミー賞                                       | 2023年 3月12日    | 歌曲賞                                   | 「ナートゥ・ナートゥ」                        | 受賞       | [ 15 ]        |
| MTVムービー&TVアワード                                   | 2023年 5月7日     | ミュージカル・シーン賞                   | 「ナートゥ・ナートゥ」                        | ノミネート | [ 47 ] [ 48 ] |
| ニコロデオン・キッズ・チョイス・アワード・インディア     | 2023年 6月28日    | 南インド映画部門歌曲賞                   | 「ナートゥ・ナートゥ」                        | 受賞       | [ 49 ]        |
| ニコロデオン・キッズ・チョイス・アワード・インディア     | 2023年 6月28日    | 歌手賞                                   | カーラ・バイラヴァ                            | ノミネート | [ 49 ]        |
| 第11回南インド国際映画賞                                 | 2023年 9月15-16日 | 男性プレイバックシンガー賞               | - ラーフル・シプリガンジ - カーラ・バイラヴァ | ノミネート | [ 50 ] [ 51 ] |
| 第11回南インド国際映画賞                                 | 2023年 9月15-16日 | 作詞家賞                                 | チャンドラボース                              | 受賞       | [ 50 ] [ 51 ] |
| 第69回国家映画賞                                         | 2023年 10月17日   | 振付賞                                   | プレム・ラクシータ                            | 受賞       | [ 52 ]        |
| 第68回フィルムフェア賞 南インド映画部門                  | 2024年 7月11日    | 男性プレイバックシンガー賞               | - ラーフル・シプリガンジ - カーラ・バイラヴァ | ノミネート | [ 53 ]        |